# Belgium (journal)
Pour les articles homonymes, voir Belgium.
Belgium était le journal de liaison des Belges exilés pendant la Seconde Guerre mondiale
, basé à New York. Il était coordonné avec Radio Belgique (en néerlandais Radio België, en anglais Radio Belgium), radio clandestine belge qui émettait depuis Londres sous l'égide du Gouvernement belge en exil.

## Histoire
Avant la guerre, face à la montée du nazisme, René Hislaire, ex-chef de cabinet de Paul Van Zeeland de 1935 à 1937, avait pris la tête d'un consortium associant L'Étoile belge, le Neptune d'Anvers et le Moniteur des Intérêts matériels pour soutenir la politique sociale du gouvernement. Il était aussi rédacteur en chef de L'Indépendance belge qui était en 1938, avec 20000 exemplaires, l'un des principaux quotidiens de Bruxelles. Au moment où l'Allemagne envahit la Belgique le 10 mai 1940, L'Indépendance belge se saborde et René Hislaire se réfugie aux États-Unis. À New-York, il fonde Belgium, bulletin de liaison voulu par Gouvernement belge en exil.